# Argyle-mysteriet
Argyle-mysteriet er en amerikansk stumfilm fra 1917 af Ralph Ince.

## Medvirkende
- Robert Warwick som Asche Kayton
- Charles Hines som Joe Manning
- Frank McGlynn Sr. som John Argyle
- Arthur Albertson som Bruce Argyle
- Gazelle Marche som Nan Thornton